# Enrique Santamarina
Enrique Santamarina (Tandil, 8 de febrero de 1870 - Buenos Aires, 18 de abril de 1937) Hijo de Ramón Santamarina, Enrique fue director del Banco Nación y vicepresidente de Argentina en el gobierno del general Uriburu, tras el golpe del 6 de septiembre de 1930, pero renunció el 20 de octubre de ese mismo año por enfermedad. Fue un gran propulsor de Monte Grande, donde fue el primer comisionado municipal y una figura muy importante en la creación del partido de Esteban Echeverría en 1913, cuando cedió los terrenos donde se emplazó el Club Social. Actualmente lo recuerdan en este pueblo una plaza, una avenida y un monumento, que contó con la colaboración de Santamarina e Hijos, ya que la empresa formó una comisión para recaudar los fondos necesarios para la construcción.